# Molière du décorateur scénographe
Le Molière du décorateur scénographe est une récompense théâtrale française décernée par l'association Les Molières depuis la première remise de prix le 23 mai 1987 au théâtre du Châtelet à Paris.

## Palmarès

### Années 1980
- 1987 : Yannis Kokkos pour L'Échange
  - Ezio Frigerio pour L'Avare
  - Nicky Rieti pour Venise sauvée
  - Pierre Simonini pour Kean
- 1988 : Yannis Kokkos pour Georges Dandin
  - Nicolas Sire pour La Double Inconstance
  - Richard Peduzzi pour Le Conte d'hiver
  - Yannis Kokkos pour Le Soulier de satin
- 1989 : Richard Peduzzi pour Hamlet
  - Louis Bercut pour Réveille-toi Philadelphie !
  - Nicolas Sire pour Un mois à la campagne

### Années 1990
- 1990 : Jacques Voizot pour Les Palmes de monsieur Schutz
  - Richard Peduzzi pour Le Chemin solitaire
  - Louis Bercut pour Titus Andronicus
- 1991 : Louis Bercut pour Heldenplatz
  - Nicolas Sire pour La Dame de chez Maxim's (Marigny)
  - Jacques Gabel pour La Dame de chez Maxim (Amandiers)
- 1992 : Nicolas Sire pour Célimène et le Cardinal
  - André Acquart pour L'Antichambre
  - Jacques Gabel pour Britannicus
  - Richard Peduzzi pour Le Temps et la chambre
  - Guy-Claude François pour Les Atrides
- 1993 : Nicky Rieti pour Légendes de la forêt viennoise
  - Nicolas Sire pour Pygmalion
  - Claude Plet pour Lundi 8 heures
  - Édouard Laug pour Marie Tudor
  - Gildas Bourdet, Édouard Laug pour Héritage
- 1994 : Jean-Marc Stehlé pour Quisaitout et Grobêta
  - Carlo Tommasi pour Le Visiteur
  - Jacques Noël pour Le Mal court
  - André Acquart pour Comment va le monde, Môssieu ? Il tourne, Môssieu !
- 1995 : Claude Plet pour Les affaires sont les affaires
  - Jacques Voizot pour Un air de famille
  - Nuno Corte-Real pour L'Allée du Roi
  - Michel Lebois pour Chantecler
- 1996 : Jacques Noël pour Noël chez les Cupiello
  - Rudy Sabounghi pour Gertrud
  - Roberto Platé pour Un mari idéal
  - Jean-Marc Stehlé pour Lapin lapin
- 1997 : Guy-Claude François pour Le Passe-muraille
  - Nicolas Sire pour Le Libertin
  - François de Lamothe pour Master class
  - Edouard Laug pour En attendant Godot
  - Rodolfo Natale pour Kinkali
- 1998 : Jean-Marc Stehlé pour Le Roi Cerf
  - Claude Lemaire pour Popcorn
  - Nicolas Sire pour Horace
  - Charlie Mangel pour Douze hommes en colère
- 1999 : Jean-Marc Stehlé pour Rêver peut-être
  - Gildas Bourdet, Edouard Laug pour L'Atelier
  - Nicolas Sire pour Frédérick ou le boulevard du crime
  - Pace pour Le Bel Air de Londres

### Années 2000
- 2000 : Guy-Claude François pour Tambours sur la digue
  - Philippe Miesch pour Hôtel des deux mondes
  - Nicolas Sire pour La Chambre bleue
  - Catherine Bluwal pour A torts et à raisons
- 2001 : Ezio Toffolutti pour Le Cercle de craie caucasien
  - Edouard Laug pour Une chatte sur un toit brûlant
  - Rudy Sabounghi pour Médée
  - Nicolas Sire pour Fernando Krapp m'a écrit cette lettre
- 2002 : Stéfanie Jarre pour La boutique au coin de la rue
  - Guy-Claude François pour Madame Sans Gêne
  - Edouard Laug pour Elvire
  - Jean-Marc Stehlé pour Théâtre sans animaux
- 2003: Jean-Marc Stehlé pour L’enfant do
  - Pierre-François Limbosch pour Hysteria
  - Stéfanie Jarre pour Un vrai bonheur
  - Jean-Michel Adam pour le Limier
- 2004 : Jacques Gabel pour L'Hiver sous la table
  - Guy-Claude François, pour La Belle Mémoire
  - Édouard Laug, pour L'amour est enfant de salaud
  - Nicolas Sire, pour Devinez qui ?
- 2005 : Serge Nicolaï, Duccio Bellugi-Vannuccini, Guy-Claude François pour Le Dernier Caravansérail
  - Patrick Dutertre pour Musée haut, musée bas
  - Edouard Laug pour Amadeus
  - Jacques Voizot pour La Locandiera
- 2006 : Nicky Rieti pour Le Roi Lear
  - Jean Haas pour Le Caïman
  - Édouard Laug pour La Sainte Catherine
  - Jean-Marc Stehlé pour Pygmalion
- 2007 : Éric Ruf pour Cyrano de Bergerac
  - Jean-Michel Adam pour Le Gardien
  - Jean-Marc Stehlé pour Blanc
- 2008 : Pierre-François Limbosch pour Good Canary
  - Catherine Bluwal pour L'Antichambre
  - Karl-ernst Herrmann pour La Seconde Surprise de l'amour
  - Nicky Rieti pour La Petite Catherine de Heilbronn
- 2009 : Catherine Bluwal pour Le Diable rouge
  - Giorgio Barberio Corsetti et Cristian Taraborrelli pour Gertrude (le cri)
  - Stéphane Braunschweig et Alexandre de Dardel pour Tartuffe
  - Laurence Bruley pour Baby Doll

### Années 2010
- 2010 : Catherine Bluwal pour La serva amorosa
  - Pierre-Yves Leprince pour La Nuit des rois
  - Philippe Quesne pour La Mélancolie des Dragons
  - Éric Soyer pour Cercles/fictions
- 2011 : Richard Peduzzi pour Rêve d’Automne
  - Camille Duchemin pour Le Repas des fauves
  - Bernard Fau pour Nono
  - Jean Haas pour Le Dindon